# Арболеда, Данило
Данило Арболеда Уртадо (исп. Danilo Arboleda Hurtado; род. 16 мая 1995[…], Флорида, Валье-дель-Каука) — колумбийский футболист, защитник клуба «Аль-Айн».

## Биография
Начал карьеру футболиста в «Депортиво Кали». В 2014 году стал победителем колумбийского чемпионата для игроков до 19 лет и вызывался на тренировочный сбор сборной Колумбии до 20 лет. Впервые в основном составе «Депортиво» в чемпионате Колумбии сыграл 12 февраля 2015 года в матче против «Униаутономы» (2:1). По итогам Апертуры 2015 года команда стала победителем турнира. В 2017 году Арболеда присоединился к «Патриотас Бояка». В составе «Патриотас» получил первый опыт игры в Южноамериканском кубке. Следующие три года провёл в столичной «Америке» (2018), «Ла Экидад» (2019) и «Депортиво Пасто» (2020).
1 февраля 2021 года заключил контракт с тираспольским «Шерифом». Дебют в чемпионате Молдавии состоялся 20 февраля 2021 года против «Сфынтул Георге» (4:1). Вместе с командой завоевал золотые медали молдавского чемпионата сезона 2020/21. В мае-июне 2021 года принимал участие в играх за Кубок и Суперкубок Молдавии против «Сфынтул Георге», в которых «Шериф» уступил клубу из села Суручены. Вместе с партнёрами летом 2021 года впервые в истории «Шерифа» и молдавского футбола добился выхода в групповой этап Лиги чемпионов УЕФА. В своей группе «Шериф» занял третье место, что позволило клубу весной следующего года продолжить выступления в Лиге Европы. Арболеда являлся основным игроком молдавского клуба и принял участие во всех матчах в Лиге чемпионов.
В январе 2022 года на правах свободного агента перешёл в «Аль-Айн».

## Достижения
«Шериф»
- Чемпион Молдавии: 2020/21
- Финалист Кубка Молдавии: 2020/21

«Депортиво Кали»
- Чемпион Колумбии: 2015 (Апертура)

Личные
- Орден Почёта (30 декабря 2021 года, ПМР) — за большой вклад в развитие футбола, высокие спортивные достижения, волю к победе, стойкость и целеустремлённость, проявленные в самом престижном клубном турнире мира — Лиге чемпионов УЕФА, и в связи с 25-летием со дня образования закрытого акционерного общества «Спортивный клуб «Шериф»[11]

## Статистика
| Клуб            | Сезон   | Лига               | Лига  | Лига | Кубок | Кубок | Континент. | Континент. | Другие | Другие |
| Клуб            | Сезон   | Дивизион           | Матчи | Лиги | Матчи | Лиги  | Матчи      | Лиги       | Матчи  | Лиги   |
| --------------- | ------- | ------------------ | ----- | ---- | ----- | ----- | ---------- | ---------- | ------ | ------ |
| Депортиво Кали  | 2015    | Чемпионат Колумбии | 4     | 0    | 4     | 1     |            |            |        |        |
| Патриотас Бояка | 2017    | Чемпионат Колумбии | 35    | 2    | 8     | 0     | 4          | 0          |        |        |
| Америка (Кали)  | 2018    | Чемпионат Колумбии | 31    | 3    | 2     | 0     | 1          | 0          |        |        |
| Ла Экидад       | 2019    | Чемпионат Колумбии | 26    | 0    | 1     | 0     | 8          | 0          |        |        |
| Депортиво Пасто | 2020    | Чемпионат Колумбии | 19    | 1    |       |       | 2          | 0          |        |        |
| Шериф           | 2020/21 | Чемпионат Молдавии | 12    | 0    | 2     | 0     |            |            |        |        |
| Шериф           | 2021/22 | Чемпионат Молдавии | 17    | 3    |       |       | 14         | 1          | 1      | 0      |
| Аль-Айн         | 2021/22 | Чемпионат ОАЭ      | 1     | 0    |       |       |            |            |        |        |